# Tahiti Division Fédérale
Tahiti Division Fédérale este un campionat de fotbal din zona OFC, Polinezia Franceză.

## Echipele sezonului 2009-2010
- AS Dragon (Papeete)
- AS Jeunes Tahitiens (Papeete) (Retrogradată)
- AS Manu-Ura (Paea)
- AS Pirae (Pirae)
- AS Tamarii Faa'a
- AS Taravao AC
- AS Tefana (Faa'a)
- AS Vaiete
- AS Vénus (Mahina)
- Tahiti U-20 1

1 Exclusă din campionat.

## Titluri

### Titluri după echipă
| Titluri | Echipă                            |
| ------- | --------------------------------- |
| 20      | AS Central Sport                  |
| 9       | AS Vénus                          |
| 7       | AS Excelsior AS Fei Pi AS Pirae   |
| 5       | AS Manu-Ura                       |
| 3       | AS Jeunes Tahitiens               |
| 2       | AS Tefana                         |
| 1       | AS Arue AS PPT AS Tamarii Punaruu |

### Foste campioane
| - 1948: AS Fei Pi - 1949: AS Fei Pi - 1950: AS Fei Pi - 1951: AS Fei Pi - 1952: AS Excelsior - 1953: AS Vénus - 1954: AS Jeunes Tahitiens - 1955: AS Central Sport - 1956: AS Excelsior - 1957: AS Excelsior | - 1958: AS Central Sport - 1959: AS Excelsior - 1960: AS Excelsior - 1961: AS Jeunes Tahitiens - 1962: AS Central Sport - 1963: AS Central Sport - 1964: AS Central Sport - 1965: AS Central Sport - 1966: AS Central Sport - 1967: AS Central Sport | - 1968: AS Fei Pi - 1969: AS Tamarii Punaruu - 1970: AS Fei Pi - 1971: AS Fei Pi - 1972: AS Central Sport - 1973: AS Central Sport - 1974: AS Central Sport - 1975: AS Central Sport - 1976: AS Central Sport - 1977: AS Central Sport | - 1978: AS Central Sport - 1979: AS Central Sport - 1980: AS Arue - 1981: AS Central Sport - 1982: AS Central Sport - 1983: AS Central Sport - 1984: AS PTT - 1985: AS Central Sport - 1986: AS Excelsior - 1987: AS Jeunes Tahitiens | - 1988: AS Excelsior - 1989: AS Pirae - 1990: AS Vénus - 1991: AS Pirae - 1992: AS Vénus - 1993: AS Pirae - 1994: AS Pirae - 1995: AS Vénus - 1996: AS Manu-Ura - 1997: AS Vénus | - 1998: AS Vénus - 1999: AS Vénus - 2000: AS Vénus - 2001: AS Pirae - 2002: AS Vénus - 2003: AS Pirae - 2004: AS Manu-Ura - 2005: AS Tefana - 2006: AS Pirae - 2007: AS Manu-Ura | - 2008: AS Manu-Ura - 2009: AS Manu-Ura - 2010: AS Tefana |